# Landtagswahl in Vorarlberg 1989
- SPÖ: 8
- GRÜNE: 2
- ÖVP: 20
- FPÖ: 6

Die Landtagswahl in Vorarlberg 1989 fand am 8. Oktober 1989 statt und bestätigte die Vorarlberger Volkspartei unter der Führung von Landeshauptmann Martin Purtscher als stärkste Kraft im Landtag.
Der Landtag der XXV. Gesetzgebungsperiode konstituierte sich in der Folge am 24. Oktober 1989 und wählte an diesem Tag die Landesregierung Purtscher II zur neuen Vorarlberger Landesregierung.

## Ergebnisse
Die Österreichische Volkspartei (ÖVP) konnte ihre Stellung als führende Partei und ihren Stimmenanteil nach den großen Verlusten bei der Landtagswahl 1984 mit einem Minus von 0,6 Prozentpunkten nahezu halten. Mit einem Stimmenanteil von 51,0 % stellte sie auch weiterhin 20 der 36 Landtagsabgeordneten und verteidigte so ihre absolute Stimmen- und Mandatsmehrheit.
Die Sozialistische Partei Österreichs (SPÖ) büßte hingegen 2,7 Prozentpunkte ein und erzielte mit einem Stimmenanteil von 21,29 % das bis dato zweitschlechteste Landtagswahlergebnis in Vorarlberg in der Zweiten Republik. Zudem verlor sie ein Mandat und entsandte in der Folge nur noch acht Abgeordnete in den Vorarlberger Landtag. 
Als großer Sieger ging hingegen die Freiheitliche Partei Österreichs (FPÖ) hervor, die nach der Übernahme des Parteivorsitzes durch Jörg Haider 1986 zahlreiche Wahlen gewonnen hatte und in Vorarlberg einen starken Stimmenzuwachs von 5,6 Prozentpunkten erzielte. Mit einem Stimmenanteil von 16,1 % erreichte die FPÖ ihr bestes Ergebnis seit 1969 und gewann drei Mandate hinzu, wodurch sie im neugewählten Landtag sechs Abgeordnete stellte. 
Der Wahlsieger der Landtagswahl 1984, die Grünen, büßte hingegen stark an Stimmen ein. Nachdem die Alternative Liste und die Vereinten Grünen Österreichs (AL/VGÖ) 1984 noch gemeinsam angetreten waren, traten die Grünen getrennt als Grüne Alternative Vorarlberg (GAV) und Die Grünen Vorarlbergs (DGV) an. Während die Grüne Alternative Vorarlberg dem Parlamentsklub der Grünen Alternative nahestand, handelte es sich bei der Liste Die Grünen Vorarlbergs um eine VGÖ-nahe Gruppierung. Während die Grüne Alternative Vorarlberg mit 5,2 % und zwei Mandaten den Einzug in den Landtag schaffte, scheiterte die DGV mit 4,91 % knapp daran. 
Den Einzug in den Landtag verfehlten zudem die Kommunistische Partei Österreichs (KPÖ) mit 0,7 % und die Liste Georg Fritz (FRITZ) mit 0,8 %.

### Gesamtergebnis
|                                                       | Ergebnisse 1989  | Ergebnisse 1989  | Ergebnisse 1989  | Ergebnisse 1984  | Ergebnisse 1984  | Ergebnisse 1984  | Differenzen | Differenzen | Differenzen |  |
| ----------------------------------------------------- | ---------------- | ---------------- | ---------------- | ---------------- | ---------------- | ---------------- | ----------- | ----------- | ----------- |  |
| Wahlberechtigte                                       | 207.555          | 207.555          | 207.555          | 191.774          | 191.774          | 191.774          | + 15.781    | + 15.781    | + 15.781    |  |
| Wahlbeteiligung                                       | 90,97 %          | 90,97 %          | 90,97 %          | 93,21 %          | 93,21 %          | 93,21 %          | - 2,24 %    | - 2,24 %    | - 2,24 %    |  |
|                                                       | Stimmen          | %                | Mand.            | Stimmen          | %                | Mand.            | Stimmen     | %           | Mand.       |  |
| Abgegebene Stimmen                                    | 188.806          |                  |                  | 178.745          |                  |                  | + 10.061    |             |             |  |
| Ungültig                                              | 10.694           | 5,66 %           |                  | 6.242            | 3,49 %           |                  | + 4.452     | + 2,17 %    |             |  |
| Gültig                                                | 178.112          | 94,34 %          |                  | 172.503          | 96,51 %          |                  | + 5.609     | - 2,17 %    |             |  |
| Partei                                                |                  |                  |                  |                  |                  |                  |             |             |             |  |
| Österreichische Volkspartei (ÖVP)                     | 90.903           | 51,04 %          | 20               | 89.086           | 51,64 %          | 20               | + 1.817     | - 0,60 %    | ± 0         |  |
| Sozialistische Partei Österreichs (SPÖ)               | 37.919           | 21,29 %          | 8                | 41.366           | 23,98 %          | 9                | - 3.447     | - 2,69 %    | - 1         |  |
| Freiheitliche Partei Österreichs (FPÖ)                | 28.707           | 16,12 %          | 6                | 18.097           | 10,49 %          | 3                | + 10.610    | + 5,63 %    | + 3         |  |
| Grüne Alternative Vorarlberg (GAV)                    | 9.234            | 5,18 %           | 2                | nicht kandidiert | nicht kandidiert | nicht kandidiert | + 9.234     | + 5,18 %    | + 2         |  |
| Die Grünen Vorarlbergs (DGV)                          | 8.737            | 4,91 %           | 0                | nicht kandidiert | nicht kandidiert | nicht kandidiert | + 8.737     | + 4,91 %    | ± 0         |  |
| Liste „Georg Fritz“ (FRITZ)                           | 1.346            | 0,76 %           | 0                | nicht kandidiert | nicht kandidiert | nicht kandidiert | + 1.346     | + 0,76 %    | ± 0         |  |
| Kommunistische Partei Österreichs (KPÖ)               | 1.266            | 0,71 %           | 0                | 1.524            | 0,88 %           | 0                | - 258       | - 0,17 %    | ± 0         |  |
| Alternative Liste/Vereinte Grüne Österreichs (AL/VGÖ) | nicht kandidiert | nicht kandidiert | nicht kandidiert | 22.430           | 13,00 %          | 4                | - 22.430    | - 13,00 %   | - 4         |  |
| Gesamt                                                | 178.112          | 100,00 %         | 36               | 172.503          | 100,00 %         | 36               | + 5.609     |             |             |  |